# 西滝 (青森市)
西滝（にしたき）は青森市の地名である。一～三丁目があり、これとは別に大字もある。その小字には切島・富永がある。郵便番号は038-0014。

## 地理
青森市市街地の西部に位置し、全域が住宅地となっている。特に、南部は密集した住宅地である。
西滝一～三丁目の北が大字三内・大字西滝字切島、東が浪館前田、南が浪館前田・里見、西は里見に接する。
西滝字切島は、北が富田、東が千刈、南が西滝一・三丁目、西が大字三内に接する。
西滝字富永は、現在、三内字稲元の中に飛地としてある。

### 河川
- 沖館川 - 西の境界付近を流れる。
- 西滝川 - 東の境界付近を流れる。

## 歴史
藩政時代から明治初年まで、この地域は津軽郡に属する「滝村」という水田耕作の村であった。小字には、現存する切島・富永のほか、菅野屋があった。

### 沿革
- 1878 (明治11)年 - 郡区町村編成法により、東津軽郡に属するが、滝村は、郡内に同名の村（現 東津軽郡平内町東滝）があったので、両者を区別するため、こちらの「滝村」は「西滝村」と名を改めた。
- 1889（明治22）年 - 西滝村は、滝内村の大字西滝となる。
- 1951（昭和26）年 - 滝内村の青森市への合併のため、青森市の大字となる。
- 1971（昭和46）年 - 大字西滝の一部が千刈一・二丁目となる。
- 1972（昭和47）年 - 大字西滝の一部が久須志一～四丁目となる。
- 1973（昭和48）年 - 大字西滝の一部が千富町一・二丁目となる。
- 1997（平成9）年 - 大字西滝の一部が富田一・二丁目となる。
- 1999（平成11）年11月22日 - 西滝・浪館・三内・千刈地区地名表示事業により、西滝一～三丁目が成立。[4]

### 町名の変遷
| 実施後     | 実施年月日     | 実施前                           |
| ---------- | -------------- | -------------------------------- |
| 西滝一丁目 | 1998年11月24日 | 西滝字菅野屋、三内字里見の各一部 |
| 西滝二丁目 | 1998年11月24日 | 西滝字富永、三内字里見の各一部   |
| 西滝三丁目 | 1998年11月24日 | 西滝字富永、三内字里見の各一部   |

## 世帯数と人口
2024年（令和5年）3月1日現在の世帯数と人口は以下の通りである。
| 町丁       | 世帯数    | 人口    |
| ---------- | --------- | ------- |
| 西滝一丁目 | 589世帯   | 1,117人 |
| 西滝二丁目 | 580世帯   | 1,193人 |
| 西滝三丁目 | 677世帯   | 1,385人 |
| 合計       | 1,846世帯 | 3,695人 |

| 町丁       | 世帯数 | 人口 |
| ---------- | ------ | ---- |
| 西滝字切島 | 16世帯 | 38人 |
| 西滝字富永 | 2世帯  | 3人  |
| 合計       | 18世帯 | 41人 |

## 小・中学校の学区
市立小・中学校に通う場合、学区は以下の通りとなる。
| 町名       | 番地 | 小学校             | 中学校             |
| ---------- | ---- | ------------------ | ------------------ |
| 西滝一丁目 | 全部 | 青森市立三内小学校 | 青森市立西中学校   |
| 西滝二丁目 | 全部 | 青森市立三内小学校 | －                 |
| 西滝二丁目 | 一部 | －                 | 青森市立西中学校   |
| 西滝二丁目 | 一部 | －                 | 青森市立三内中学校 |
| 西滝三丁目 | 全部 | 青森市立三内小学校 | －                 |
| 西滝三丁目 | 一部 | －                 | 青森市立西中学校   |
| 西滝三丁目 | 一部 | －                 | 青森市立三内中学校 |
| 西滝字切島 | 全部 | 青森市立三内小学校 | 青森市立西中学校   |
| 西滝字富永 | 全部 | 青森市立三内小学校 | 青森市立三内中学校 |

## 交通

### 道路
- 青森県道247号鶴ヶ坂千刈線 - 字切島の北端のごく一部を通る。

### バス
域内にバス停はない。

## 主な施設
- 滝内保育園
- 出町温泉